# Nuto Revelli
Benvenuto „Nuto“ Revelli (* 21. Juli 1919 in Cuneo; † 5. Februar 2004 in Cuneo) war ein italienischer Partisan in der Resistenza des Piemont, nachdem er bis 1943 Anhänger der Faschisten und Teilnehmer am Russlandfeldzug gewesen war. Später wurde er Schriftsteller und Historiker, der zahlreiche Berichte von Zeitzeugen der beiden Weltkriegs sowie der Nachkriegszeit publizierte, dann umfangreiche Befragungen von Männern und Frauen aus den marginalisierten Hochgebirgstälern der Alpen. Damit schuf er eine umfangreiche Sammlung von Quellen aus dem Blickwinkel der Armen und Marginalisierten der Alpentäler westlich seiner Heimatstadt.

## Leben und Werk
Revelli schlug beruflich zunächst den Weg eines Landvermessers ein, doch trat er im Alter von 20 Jahren der Militärakademie in Modena bei, die er zwei Jahre später im Rang eines sottotenente, vergleichbar einem Unterleutnant, abschloss.
1942 meldete er sich als Freiwilliger für den Russlandfeldzug und kam in das Bataillon des 5º Reggimento Alpini. Am 19. September 1942 wurde er am Arm verletzt, wurde später zum Leutnant befördert. Nach der Genesung ging er von Dnepropetrovsk an den Don. Vom 16. Januar bis zum 4. Februar 1943 nahm er am verlustreichen Rückzug aus Russland an der Schlacht von Nikolajewka teil. Im März 1943 kehrte er mit einer Rippenfellentzündung nach Italien zurück.
Am 26. Juli wurde in Cuneo der Faschismus gestürzt, wie es in ganz Italien geschah, doch am 8. September übernahmen in seiner Heimatstadt die deutschen Faschisten die Macht. Revelli war entschlossen, dagegen Widerstand zu leisten, glaubte aber nicht an die Möglichkeit, dies aus den Bergen heraus zu tun. Schließlich kam es zu Kontakten zur Banda Italia Libera, der er am 7. Februar 1944 beitrat. Revelli erhielt das Kommando über die IV Banda, die zunächst im Vallone dell’Arma oberhalb von Demonte operierte. Sie überstand die Aktion Tübingen der deutschen Besatzer (20.–29. April 1944) ohne Verluste. Doch verlagerte sie ihren Schwerpunkt ins Valle Vermenagna. Dort wurde Revelli im August zum Kommandanten der Brigata Valle Stura „Carlo Rosselli“, die sich den deutschen Einheiten auf dem Weg zum Colle della Maddalena entgegenstellte und mit den französischen Alliierten Kontakt aufnahm. Am 2. Oktober wurde Revelli im Gesicht schwer verletzt, woraufhin er mehrfach in Nizza und Paris operiert werden musste. Am 26. April 1945 kehrte er über das Mairatal nach Italien zurück und beteiligte sich an der Befreiung von Cuneo.
Mitte der 1940er Jahre heiratete er Anna Delfino, mit der er den Sohn Marco bekam, einen späteren Soziologen und Historiker. Er verließ die Armee im Grad eines Majors. Während er mit Eisenwaren handelte, unterhielt er Kontakte mit ehemaligen Alpinisten, Partisanen und mit Landleuten, deren Zeugenaussagen er zu sammeln begann. Er war der Überzeugung, dass man ohne Freiheit nur vegetiere, doch die Voraussetzungen für Freiheit waren nach seiner Auffassung Wissen, Verstehen, Lernen.
Revellis erste Publikationen, die allesamt bei Einaudi erschienen, befassten sich mit seinen Erfahrungen an der russischen Front und seiner Zeit in der Resistenza. Sein zweiter thematischer Schwerpunkt war die prekäre Situation der Contadini, der Landbevölkerung in den Tälern um Cuneo, mit ihrer Massenabwanderung in die städtischen Industriezentren. Diesen Themenkreis bereitete er in Form ausführlicher Befragungen auf, so dass er zugleich als Pionier der Oral History gilt. Mit Il mondo dei vinti (Die Welt der Besiegten) und L'anello forte (worin er analog zu den Männern diesmal Frauen befragte), mit ihren 270 stenographierten und später mit der Schreibmaschine niedergeschriebenen Interviews, gab Revelli diesen Marginalisierten einer kaum wahrgenommenen Welt eine Stimme.
Mit Il disperso di Marburg (das auch auf Deutsch erschien), Il prete giusto und Le due guerre kehrte er zu seinen früheren Themenkreisen zurück.
An der Universität Turin hielt er 1984–1985 einen Vorlesungszyklus, der eine Reihe von Historikern und Intellektuellen beeinflusste. Nach langer Krankheit starb Revelli am 5. Februar 2004 und wurde in Spinetta, einer Fraktion von Cuneo, neben seiner Frau beigesetzt.
2006 gründeten Erben und Freunde die Fondazione „Nuto Revelli“ onlus mit Sitz Revellis Wohnhaus in Cuneo.

## Ehrungen
- 1986 erhielt Revelli den Premio Grinzane Cavour, 1999 wurde er zum Ehrendoktor der Universität Turin. Auch erhielt er Auszeichnungen für seine Kriegsleistungen und seine Leistungen im Widerstand sowie für sein Eintreten für die Belange der Freiheit (Distintivo d’onore per i patrioti «Volontari della libertà»).

## Werke (Auswahl)
- Mai tardi. Diario di un alpino in Russia, Panfili, Cuneo 1946; Einaudi, Turin 1967.
- La guerra dei poveri, Einaudi, Turin 1962.
- La strada del Davai, Einaudi, Turin 1966.
- L’ultimo fronte. Lettere di soldati caduti o dispersi nella seconda guerra mondiale, Einaudi, Turin 1971.
- Il mondo dei vinti. Testimonianze di vita contadina, Einaudi, Turin 1977.
- L’anello forte. La donna. Storie di vita contadina, Einaudi, Turin 1985.
- Il disperso di Marburg, Einaudi, 1994
  - Der verschollene Deutsche: Tagebuch einer Spurensuche, übersetzt von Friederike Hausmann, C.H. Beck, München 1996.
- Il prete giusto, Einaudi, Turin 1998 (im Mittelpunkt steht Raimondo Viale (1907–1984) und seine Hilfe für die aus Frankreich geflohenen Juden).
- Le due guerre. Guerra fascista e guerra partigiana, Einaudi, Turin 2003.
- Il popolo che manca, Einaudi, Turin 2013.